# 美国社会保障
社会保障（Social Security）为美国联邦政府对老年人、遗属和部分残疾人提供的全国范围的财政补助金。 

## 可领取社会保障的美国居民
- 年龄至少62岁（正常为67岁）或以上有工作经历的美国居民
- 残疾人士
- 满足条件的美国居民的遗属等

## 美国社会保障的资金来源
据估计，2014年社会保障的开销约占美国联邦政府当年预算的24%。
美国社会保障资金主要来自美国联邦政府对工薪阶层征收的薪酬税：税率为工资的12.4%（员工年薪127200美元以下时）；其中纳税人与雇主各承担一半，自雇人员两部分均需交纳。

## 资料来源
1. ↑   (PDF). 美国社会保障署. 2023-01  [2023-07-27]. （原始内容存档 (PDF)于2023-07-27）.
2. ↑  美国的社会保障与福利制度 的存檔，存档日期2015-09-25.
3. ↑  . ShareAmerica. 2013-02-12  [2023-07-27]. （原始内容存档于2023-07-27）.
4. ↑  .   [2015-09-24]. （原始内容存档于2021-01-14）.